# Кеннеди, Чарльз, 5-й маркиз Эйлса
Чарльз Кеннеди, 5-й маркиз Эйлса (англ. Charles Kennedy, 5th Marquess of Ailsa; 10 апреля 1875 — 1 июня 1956) — шотландский пэр и военный. Он был известен как лорд Чарльз Кеннеди с 1875 по 1943 год.

## Биография
Родился 10 апреля 1875 года. Второй сын Арчибальда Кеннеди, 3-го маркиза Эйлса (1847—1938), и достопочтенной Эвелин Стюарт (1848—1888).
Лорд Чарльз получил образование в Итоне и Королевском сельскохозяйственном колледже в Сайренсестере, прежде чем начать военную карьеру. 27 января 1894 года он был назначен младшим лейтенантом 3-го батальона Королевских шотландских стрелков, но 5 мая подал в отставку . Во время Второй англо-бурской войны он сражался в качестве капитана австралийского полка легкой кавалерии принца Уэльского и получил медаль королевы Южной Африки с тремя застежками.
После англо-бурской войны Кеннеди переехал в США, проживая в Вайоминге примерно до 1910 года, а затем в Неваде, штат Миссури, и Давенпорте, штат Айова. В ноябре 1914 года, когда разразилась Первая мировая война, он вернулся в Великобританию и в январе 1915 года присоединился к Айрширскому йоменри. Он был отправлен во Францию в качестве газового инструктора 18-й (Восточной) дивизии в 1918 году. Он ушел в отставку с должности капитана йоменри 14 января 1921 года.
15 декабря 1925 года он женился на Констанции Барбаре Кларк (? — 3 ноября 1931), дочери Эдварда Кларка и вдове адмирала сэра Джона Бэрда (1833—1908). 26 апреля 1933 года Чарльз Кеннеди женился во второй раз на Хелен Этель МакДуалл (? — 17 февраля 1959), дочери Джеймса МаДуалла и вдове Ричарда Джона Кунингема из Хенсол-хауса. Оба брака были бездетными.
Чарльз Кеннеди сменил своего старшего брата на посту 5-го маркиза Эйлса 27 февраля 1943 года. В 1945 году он подарил семейную резиденцию, замок Калейн, Национальному фонду Шотландии в рамках схемы загородных домов. Он умер бесплодным в 1956 году, и его титулы перешли к его младшему брату, Ангусу Кеннеди, 6-му маркизу Эйлса (1882—1957).